# 免疫生物研究所
株式会社免疫生物研究所（めんえきせいぶつけんきゅうしょ）は、群馬県藤岡市に本社を置く抗体試薬などの医薬品を研究開発、製造、販売する企業である。

## 沿革
- 1982年9月 - 東京都千代田区に株式会社免疫生物研究所設立。群馬県高崎市に研究所を設置。
- 1986年8月 - 研究所を群馬県藤岡市に移転。
- 1987年12月 - 本社を群馬県藤岡市に移転。
- 2004年7月 - 本社を群馬県高崎市に移転。
- 2007年3月 - 大阪証券取引所ヘラクレス市場（現：ジャスダック）上場。
- 2010年6月 - 本社を群馬県藤岡市に移転。
- 2011年5月 - 世界で初めて遺伝子組換えカイコを用いたヒトフィブリノゲンの生産に成功。
- 2013年7月 - 株式会社スカイライト・バイオテックを子会社化。
- 2013年11月 - 株式会社ネオシルク化粧品を設立。
- 2016年7月 - 遺伝子組換えカイコ技術を用いた医薬品原料製造を目的とするGMP対応のパイロットプラントを新設。